# Вигдорович, Владимир Ильич
Влади́мир Ильи́ч Вигдоро́вич (19 августа 1937, Ленинград — 5 октября 2018, Тамбов) — советский и российский химик, доктор химических наук (1991), профессор (1992), почётный академик РАЕН по секции нефти и газа (2015).

## Биография
Родился в семье инженера Ильи Семёновича Вигдоровича и врача-педиатра Елизаветы (Софьи) Григорьевны Шмелькиной. В период блокады Ленинграда семья была эвакуирована по льду Ладожского озера (1942).
Окончил школу в г. Карпинске Свердловской области. Окончил Уральский политехнический институт по специальности «Технология электрохимических производств» (1960). Научный сотрудник лаборатории коррозии и очистки сточных вод Ярославского НИИ мономеров для синтетических кислот (1960—1962; ныне ОАО НИИ «Ярсинтез»). Аспирант Воронежского государственного университета по кафедре физической химии (1962). Защитил диссертацию на соискание учёной степени кандидата химических наук (1966) на тему «Механизм растворения магниевых сплавов».
С 1967 года Владимир Ильич жил в Тамбове и в разные годы работал в Тамбовском государственном педагогическом институте (ТГПИ, с 1994 г. Тамбовский государственный университет, с 1995 г. ТГУ им. Г. Р. Державина), Всесоюзном научно-исследовательском и проектно-технологическом института по использованию техники и нефтепродуктов в сельском хозяйстве (ВИИТиН) ВАСХНИЛ им. В. И. Ленина (ныне — ФГБНУ Всероссийский научно-исследовательский институт использования техники и нефтепродуктов в сельском хозяйстве, ВНИИТиН), Тамбовском государственном техническом университете (ТГТУ).
До последнего дня жизни вёл активную научно-педагогическую деятельность. Похоронен на Донском кладбище г. Тамбова 07.10.2018.

## Научно-педагогическая деятельность
С самого начала работы в ТГПИ В. И. Вигдорович принял должность заведующего кафедрой. В качестве первоочерёдных задач им были решены вопросы разработки учебных планов и программ, а также создания лаборатории электрохимии и коррозии металлов (отметила в 2017 году 50-летие). Впоследствии в этой лаборатории были выполнены несколько докторских (в том числе его диссертация «Электродные процессы и коррозия железа и стали в спиртовых средах», диссертация его супруги Л. Е. Цыганковой) и много кандидатских диссертаций учеников. С 2007 г. работал профессором Тамбовского государственного технического университета.
Осуществил постановку лекционных курсов и практических занятий в ВУЗах по неорганической химии, физической химии, теории коррозии металлов, коллоидной химии, строения вещества, экологии (химические аспекты и проблемы), экологии атмосферы, экологии гидросферы, техники и технологии переработки и утилизации отходов, физикохимии наноматериалов. В разные годы заведовал кафедрами неорганической и физической химии, органической и аналитической химии, аналитической химии и экологии, возглавлял Институт естествознания ТГУ им. Г. Р. Державина). К 2019 г. практически весь профессорско-преподавательский состав кафедры химии и экологической безопасности Института математики, естествознания и информационных технологий и значительная часть кафедры биохимии и фармакологии медицинского института состоял из его учеников.
В 1983 г. представил к защите докторскую диссертацию вопреки рекомендациям из Москвы этого не делать. Защита состоялась в Днепропетровском химико-технологическом институте с результатом голосования «за» — 16, «против» — 0, «воздержавшихся» — 0. Однако, «чёрный» оппонент ВАК дал отрицательный отзыв, вследствие чего диссертанта и председателя диссертационного совета член-корр. АН УССР М. А. Лошкарёва вызвали на заседание экспертного совета ВАК. Поскольку результат голосования был предрешён, член экспертного совета проф. Я. А. Угай, будучи одним из учителей В. И. Вигдоровича в аспирантуре и не желая участвовать в фарсе, покинул заседание под надуманным предлогом. На улаживание всех противоречий ушло 8 лет, и диссертация на соискание учёной степени доктора химических наук была защищена на диссертационном совете под руководством акад. Я. М. Колотыркина в НИФХИ им. Л. Я. Карпова в 1991 г.
С 1998 г. В. И. Вигдорович — председатель кандидатского диссертационного совета, а с 2002 г. докторского диссертационного совета по специальности 05.17.03 — Химическое сопротивление материалов и защита от коррозии (химические науки, технические науки) в ТГУ им. Г. Р. Державина. С 2008 по 2018 гг. — председатель диссертационного совета Д 212.260.06 в ТГТУ по специальности 05.17.03 — Технология электрохимических процессов и защита от коррозии.
Профессор с 1992 г. Выступил руководителем более 30 кандидатских диссертаций и консультантом по 5 докторским диссертациям.
К основным научным направлениям его деятельности относятся следующие:
- Электрохимия и коррозия металлов в спиртовых и водно-спиртовых средах:

— создана теория химического растворения металлов в сильнокислых спиртовых и водных средах по радикальному механизму (железо, цинк, титан, хром),
— разработан подход к интерпретации механизма активного анодного растворения металлов в сильнокислых водных и спиртовых средах в условиях энергетической неоднородности поверхности (железо, кобальт, никель, цинк, титан),
— разработаны и обоснованы критерии сольвофильности металлов, характеризующихся в кислых средах высокими скоростями растворения (железо, цинк, титан, медь),
— впервые сформулирована идея создания универсальных замедлителей сероводородной и углекислотной коррозии и наводороживания металлов, обеспеченных отечественной сырьевой базой,
— разработана концепция создания нового поколения малокомпонентных антикоррозионных консервационных материалов на масляной основе для защиты от атмосферной коррозии металлоизделий в условиях их хранения на открытой площадке и под навесом,
- Химия региональных экосистем:

— оценка состояние атмосферы и гидросферы г. Тамбова и области,
— исследования возможности использования местного сырья для очистки питьевых, хозяйственных и сточных вод промышленных предприятий,
— исследования сорбционной способности глинистого минерала глауконита, мощные залежи которого находятся в Тамбовской области, в целях умягчения питьевой воды и глубокого сорбционного умягчения питательной воды котлов высокого давления,
— исследована сорбционная очистка глауконитом вод различного назначения от катионов тяжёлых металлов (железа, меди, никеля, кобальта, свинца) и фенола,
— разработаны расчётные методы оценки динамической ёмкости сорбента в условиях ламинарного потока,
— изучены условия использования отработанного глауконита в качестве биологически активной добавки в корм скоту (биоутилизация сорбента),
- Химия наноматериалов:

— развиты элементы нанотермодинамики, в том числе — выведены аналитические зависимости для первого и второго начал термодинамики, энтропии, термодинамических потенциалов, тёплоёмкости при постоянных объёме и давлении, уравнение Гиббса-Дюгема с учётом зависимости химического потенциала от размера частиц наноматериала, когда эффективный размер частиц становится термодинамическим параметром,
— сформулировано понятие наносостояния вещества, условия его создания, поддержания и подавления.
За все годы деятельности В. И. Вигдоровичем опубликовано более 1000 научных работ по теории коррозии и защите металлов, теоретической и прикладной электрохимии, химической экологии, теории и практике сорбционных процессов на природных сорбентах, получено более 20 патентов.

## Общественная работа
- Член Учёной комиссии по химии Министерства просвещения РСФСР (1971—1984),
- Председатель первичной организации общества «Знание» ТГПИ (1973—1986),
- Председатель областного правления Всесоюзного химического общества им. Д. И. Менделеева (1987—1990),
- Председатель областного правления научно-технического общества РФ (1990—1995),
- Член научно-технического совета при Управлении по охране окружающей среды и природопользованию Тамбовской области (1985—2018),
- Член политсовета «За возрождение Тамбовщины» (1994—1997).

## Звания и награды
- Заслуженный деятель науки и техники Российской Федерации (1995).
- Диплом Президиума Российской академии сельскохозяйственных наук (за лучшую завершённую научную разработку 2013 года)
- Золотая медаль им. Г. В. Акимова Всероссийского общества коррозионистов ВАКОР (за выдающийся вклад в науку о коррозии и защите материалов)

- Почётный академик Российской академии естественных наук по секции нефти и газа (за развитие теории и практики защиты металлов от сероводородной и углекислотной коррозии в нефтегазовой промышленности, 2015)
- Победитель конкурса на право получения грантов Президента Российской Федерации по государственной поддержке научных школ в области знания «Сельскохозяйственные науки» (2016)
- Благодаря деятельности Владимира Ильича ещё несколько поколений Вигдоровичей продолжали получать образование и работать в ТГУ им. Г. Р. Державина.

## Публикации
Книги
- Электрохимическое и коррозионное поведение металлов в кислых спиртовых и водно-спиртовых средах. — М.: Радиотехника, 2009.
- Атмосферная коррозия и защита металлов неметаллическими покрытиями. — Тамбов: Изд-во Р.В. Першина, 2011.
- Ингибирование сероводородной и углекислотной коррозии металлов. Универсализм ингибиторов. — М.: КАРТЭК, 2011.
- Научные основы и практика создания антикоррозионных консервационных материалов на базе отработанных нефтяных масел и растительного сырья. — Тамбов: Изд-во Р.В. Першина, 2012. — ISBN 978-5-91253-465-2.
- Снижение экологической опасности отработанных масел путём их переработки и утилизации. — Тамбов: Изд-во Р.В. Першина, 2012.
- Антикоррозионные тонкоплёночные материалы на основе индивидуальных парафиновых углеводородов. — Тамбов: Изд-во Р.В. Першина, 2013.
- Адсорбционные процессы (теория и практика, экологические аспекты). — Тамбов: Изд-во Р.В. Першина, 2014.
- Защита металлов от атмосферной коррозии масляными покрытиями (теория, практика, экологические аспекты). — М.: КАРТЭК, 2014. — ISBN 978-5-9901582-5-2.
- Коррозия и защита металлов в условиях повышенной концентрации оксида серы (IV) и продуктов его гидратации. — Тамбов: Изд-во Р.В. Першина, 2015.
- Теоретические и прикладные вопросы нанотехнологий (Современное состояние и проблемы). — Тамбов: Изд-во Р.В. Першина, 2016.
- Экология. Химические аспекты и проблемы. В 2-х частях.. — Тамбов, 1995.
- Химические проблемы экологии. Сборник задач.. — Тамбов, 1997.
- Социальная экология.. — Тамбов: Изд-во ТГУ им. Г.Р. Державина, 2002.
- Химия и экология гидросферы. — Тамбов: Изд-во ТГУ им. Г.Р. Державина, 2000.
- Практикум по химической экологии. Мониторинг водных объектов. — Тамбов: Изд-во ТГУ им. Г.Р. Державина, 2002.
- Химия и экология атмосферы. — Тамбов: Изд-во ТГУ им. Г.Р. Державина, 1998.
- Химия и экология атмосферы. Сборник задач. — Тамбов: Изд-во ТГУ им. Г.Р. Державина, 2003.
- Основы промышленной экологии.. — Тамбов: Изд-во ТГУ им. Г.Р. Державина, 2005.
- Техногенные системы и экологический риск.. — Тамбов: Изд-во ТГУ им. Г.Р. Державина, 2004.
- Качественные химические реакции в экологии. — Тамбов: Изд-во Р.В. Першина, 2006.
- Практикум по химической экологии (атмосфера, гидро- и литосфера). — Тамбов: Изд-во Р.В. Першина, 2007.
- Глауконит Бондарского месторождения (сорбционная способность, перспективы использования). — Тамбов: Изд-во Р.В. Першина, 2018.
- Химия. Ч. I. Общая и неорганическая химия.. — Тамбов: Изд-во Р.В. Першина, 2010.
- Химия. Ч. II. Основы органической химии и химической термодинамики.. — Тамбов: Изд-во Р.В. Першина, 2011.
- Химия. Ч. III. Основы физической химии.. — Тамбов: Изд-во Р.В. Першина, 2012.
- Химия. Ч. IV. Дисперсные системы. Химия высокомолекулярных соединений.. — Тамбов: Изд-во Р.В. Першина, 2013.
- Физикохимия наноструктурированных материалов.. — Тамбов: Изд-во Р.В. Першина, 2012.
- Избранные главы химической технологии с оценкой коррозионной агрессивности технологических сред. — Тамбов: Изд-во Р.В. Першина, 2015.

Некоторые статьи:
- Process order on a substance participating in different rate parallel reactions. Journal of Electroanalytical Chemistry. 1993. V. 348. P. 399—411.
- Электропроводность растворов HCl в изопропаноле и его водных смесях. Электрохимия. 1997. Т. 33. № 9. С. 1050—1054.
- Кинетические закономерности процессов, связанных с протеканием параллельных реакций. Анодная ионизация меди в кислых хлоридных водных и спиртовых растворах. Электрохимия. 1998. Т. 34. № 8. С. 809—815.
- Кинетические закономерности процессов, связанных с протеканием параллельных реакций. Вычисление скоростей парциальных реакций при анодной ионизации металла. Электрохимия. 1998. Т. 34. № 8. С. 816—824.
- Анодная ионизация меди в растворах изо-С3Н7ОН-Н2О-НСl. Электрохимия. 1998. Т. 34. № 8. С. 848—854.
- Статистическая модель параллельных процессов на границе раздела металл/раствор. Поверхностно-конкурентная адсорбция. Электрохимия. 1999. Т. 35. № 7. С. 899—903.
- Статистическая модель параллельных процессов на границе раздела металл/раствор. Идентификация механизма ионизации. Электрохимия. 1999. Т.35. № 7. С. 904—909.
- Взаимосвязь кинетики восстановления ионов водорода на железе и потока диффузии водорода в углеродистую сталь в кислых растворах. Электрохимия. 2001. Т. 37. № 12. С. 1437—1445.
- Влияние анодной поляризации на диффузию водорода через стальную мембрану в этиленгликолевых растворах. Электрохимия. 2002. Т. 38. № 6. С.719-724
- Влияние гидроарсената натрия на кинетику восстановления ионов водорода на железе и диффузию водорода через стальную мембрану из водных и этиленгликолевых растворов HCl. Электрохимия. 2003. Т. 39. № 7. С. 832—839.
- The connection between hydrogen diffusion through a steel membrane and mechanism of the hydrogen evolution reaction. Surface and Interface Analysis. 2004. V. 36. P.1083-1088.
- Hydrogen insertion in metals: the mechanism and effect of recombination of ad-atoms. Journal of Electroanalytical Chemistry. 2004. V. 565. P. 351—357.
- Влияние катодной поляризации на диффузию водорода через стальную мембрану из этиленгликолевых растворов HCl, содержащих As(V). Электрохимия. 2004. Т. 40. № 2. С. 180—184.
- Влияние анодной поляризации на диффузию водорода через стальную мембрану в этиленгликолевых растворах HCl, содержащих Na2HAsO4. Электрохимия. 2005. Т. 41. № 2. С. 175—182.
- Влияние тиомочевины на кинетику реакции выделения водорода на железе и перенос водорода через стальную мембрану в растворах C2H4(OH)2-H2O-HCl. Электрохимия. 2005. Т. 41. № 10. С. 1178—1184.
- Биоэкологические технологии: интегральная токсичность (ХПК, БПК5) ряда ингибиторов коррозии. Инженерная экология. 2006. № 2. С. 40 — 53.
- Коррозия меди, покрытой масляной плёнкой, в растворах, содержащих ингибиторы. Коррозия: материалы, защита. 2006. № 2. С.24 — 27.
- Диффузия водорода через стальную мембрану из растворов системы C2H5OH-H2O-HCl: эффект катодной и анодной поляризации. Электрохимия. 2006. Т. 42. № 12.
- Hydrogen diffusion through the steel membrane in conditions of its anodic polarization. Journal of Electroanalytical Chemistry. 2006. V. 596. P. 1-6.
- Универсальные ингибиторы сероводородной и углекислотной коррозии. Все материалы. Энциклопедический справочник. 2006. № 3. С. 37-43.
- Influence of Water and Pyridine Addition on the Hydrogen Overvoltage on Iron in the Ethylene Glycol Solutions of HCl. ECS Transactions, 2007. V.2. № 9. P.11.
- Estimation of inhibitor efficiency against H2S and CO2 corrosion of carbon steel by impedance spectroscopy method. ECS Transactions. 2008. V.6. № 24. P. 67-72.
- Estimation of protective efficiency of oil-based compositions containing zinc and graphite powders against steel atmospheric corrosion. ECS Transactions. 2008.V.11. № 18. P. 11-22.
- Inhibition of carbon steel corrosion in media with H2S studied by impedance spectroscopy method. Surface and Interface Analysis. 2008. V.40. P. 303 −306.
- Защитная эффективность рапсового масла и продуктов его рафинирования в условиях атмосферной коррозии. Химия растительного сырья. 2009. № 1. С. 153—160.
- Addition of surface polysulfide film to the inhibitor protective action against hydrosulfide corrosion of carbon steel. Surface and Interface Analysis. 2010, V. 42, № 6, P. 626—628[4].
- Защитная эффективность масляных композиций в условиях атмосферной коррозии углеродистой стали. Составы на основе отработавших масел. Практика противокоррозионной защиты. 2010. № 4(58). С. 15 — 26.
- Influence of guanidine on kinetics of hydrogen evolution reaction on iron and its diffusion through steel membrane in acidic chloride media. Journal of Electroanalytical Chemistry. 2011. V. 653. P. 1-6[5].
- Цинкнаполненные консервационные материалы на масляной основе, модифицированные углеродными добавками. Журнал прикладной химии. 2011. Т. 84. № 5. С. 773 −780.
- Влияние предварительной термической и химической обработки глауконита ГБРТО на его рентгеноструктурные характеристики и сорбционную ёмкость катионов меди(II) и свинца(II). Конденсированные среды и межфазные границы. Т.14. № 1. 2012. С.20-24
- Связь тёплоёмкости и поверхностного натяжения нанодисперсного вещества с его химическим потенциалом. Вестник Тамбовского университета. 2012. Т. 17. № 2. С.731-734.
- К термодинамике наноструктурированных материалов. Физикохимия поверхности и защита материалов. 2012. Т.48. № 5. C.415-421.
- Influence of o-fluorophenylbiguanidine on the kinetics of hydrogen evolution reaction on iron, the nature of rate-determining step and hydrogen diffusion through a steel membrane. Journal of Electroanalytical Chemistry. 2013. V. 689. P. 117—123.
- Utilization of wastes of vegetable oils production for preparation of protective compositions against atmospheric corrosion of steel goods. Farby i lakiery (Paints and varnishes). 2013. № 3. P.17-22.
- Inhibitory and bactericidal action of the biocorrosion agents «INCORGAS» and «AMDOR». Bioelectrochemistry. 97 (2014) 154—161[6].
- Adsorption of calcium cations on glauconite concentrate from aqueous solutions containing sulfate and nitrate anions. ChemXpress. 2014. V.5. P. 56-65.
- Conservation materials on the base of synthetic oils for protection of steel against atmospheric corrosion. Farby i lakiery (Paints and varnishes). 2015. № 1. P.10-13.
- Совместная сорбция катионов Ca(II) и Mg(II) глауконитом из разбавленных хлоридных растворов и сред, содержащих посторонние электролиты. Химическая промышленность сегодня. 2015. № 3. С. 8-18.
- Использование летучего ингибитора ИФХАН-118 для защиты сельскохозяйственного оборудования от атмосферной коррозии. Доклады Российской академии сельскохозяйственных наук. 2016. № 1. С. 65-68
- Особенности электрохимической коррозии металлов, покрытых супергидрофобными плёнками, в растворах электролитов. Известия Национальной академии наук Республики Казахстан. Серия химии и технологии. 2016. Т. 2. № 416. С. 91-97.
- Sorption of Metal Cations on Natural Sorbents: Current State, Problems and Prospects. Polymer Science, Series D. 2017. V. 10. No. 4. pp. 341—346[7].
- Effect of Indifferent Electrolyte Concentration, Sorbent Thermal Treatment, pH, and the Nature of Ligands on the Sorption of Cu (II) Cations by Glauconite from Nitrate Solution. Theoretical Foundations of Chemical Engineering. 2017. V. 51. No. 5 pp. 798—803[8].
- Calculation of the dynamic sorbent capacity in the presence of two sorbates. Journal of Water Process Engineering. 2017. V. 20. pp. 180—186[9].
- Evaluation of the Partial Contributions of Components of an Anticorrosion System Formed on a Corroding Metal Surface to Its Integrated Protection Efficiency. Polymer Science, Series D. 2018. V. 11. No. 1. pp. 77-81[10].
- Accumulation of Electrolytic Hydrogen by Carbon Nanotubes. Polymer Science, Series D, 2018, Vol. 11, No. 2, pp. 191—196[11].
- The use of volatile inhibitors to suppress corrosion of metals in the atmosphere of livestock buildings. Biomedical. 2018. V.2. № 1. P. 1-4[12].
- Universalism of hydrogen sulfide and carbon dioxide corrosion inhibitors in conditions of oil production and processing. Chemical and Petroleum Engineering. 2018. V. 54. № 3-4. P.202-210[13].
- Effect of a Solvent and an Anticorrosive Additive on the Processes That Occur on the Phase Boundary and in the Phase Volume. Polymer Science, Series D, 2018, Vol. 11, No. 3, pp. 312—319[14].
- The Effect of the Nature of an Apolar Solvent on the Rheological Properties of Protective Compositions. Polymer Science, Series D. 2018. V. 11. No. 4. pp. 454—459[15].
- Kinetics of electrode processes on metals coated with hydrocarbon films in solutions of electrolytes. Portugaliae Electrochimica Acta. 2019 (в печати).